# Gosford Challenger
Il Gosford Challenger è stato un torneo professionistico di tennis giocato su campi in cemento. Faceva parte dell'ATP Challenger Series. Si è giocata una sola edizione, a Gosford in Australia.

## Albo d'oro

### Singolare
| Anno | Campione     | Finalista      | Punteggio         |
| ---- | ------------ | -------------- | ----------------- |
| 2002 | Louis Vosloo | Ladislav Švarc | 3–6, 7–6(11), 6–3 |

### Doppio
| Anno | Campioni                  | Finalisti                 | Punteggio           |
| ---- | ------------------------- | ------------------------- | ------------------- |
| 2002 | Yves Allegro Justin Bower | John Doran Andrew Painter | 7–6(7), 3–6, 7–6(5) |